# 석간주묘

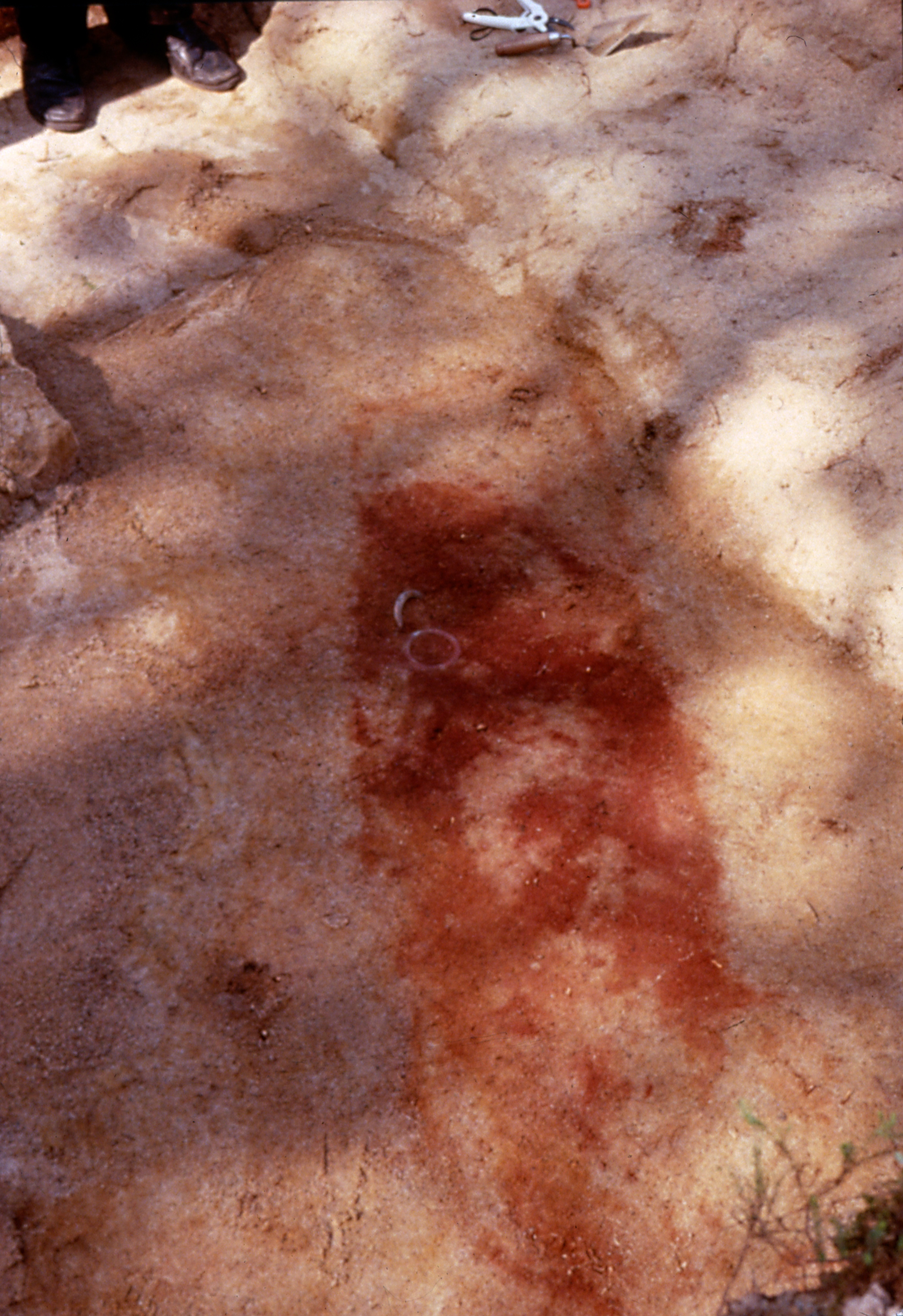

석간주묘(石間硃墓, 핀란드어: Punamultahauta 푸나물타하우타[*])는 핀란드 고고학에서 사용하는 용어로, 망자의 시체나 무덤을 석간주로 칠하는 매장양식을 말한다. 핀란드에서 석간주가 이런 용도로 사용된 것은 중석기 내지 신석기 시대부터였으며, 금속기 시대까지도 일부 지속되었다. 석간주 자체는 구석기 시대부터 전세계적으로 암면화의 물감 용도로 사용되었다.